# Ludwig Nissen

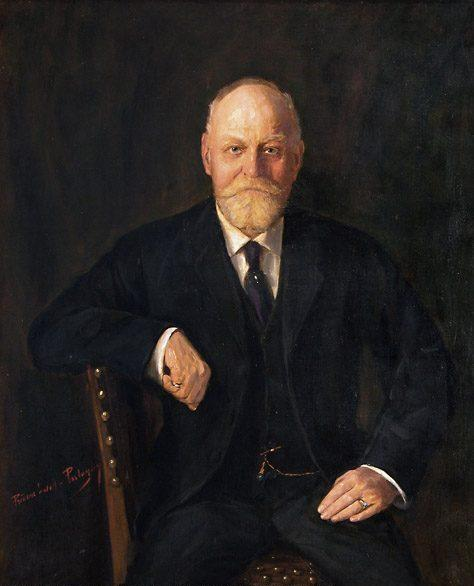
Elisabeth Vilma Lwoff-Parlaghy, Ludwig Nissen, Nordsee Museum Husum

Ludwig Nissen (* 2. Dezember 1855 in Husum; † 26. Oktober 1924 in Brooklyn, New York) war ein New Yorker Diamantenhändler und Mäzen. Er wurde als Stifter des Ludwig-Nissen-Hauses im nordfriesischen Husum bekannt.

## Leben

### Kindheit in Husum (1855–1872)
Am 2. Dezember 1855 wurde Ludwig Nissen als sechstes von zehn Kindern des Reepschlägers Hans Friedrich Nissen (1821–1887) und seiner Ehefrau Lucie Catherine Dawartz (1822–1898) in Husum geboren. Er besuchte zunächst die Volksschule und arbeitete nach seiner Konfirmation als Schreiber auf dem Amtsgericht im Husumer Schloss, wo zur selben Zeit Theodor Storm, Husums heute weltweit bekannter Dichter, als Richter tätig war. Persönliche Beziehungen zwischen den beiden sind jedoch nicht überliefert.

### Auswanderung 1872 und Anfangsjahre in New York
Am 28. August 1872 verließ der 16-jährige Ludwig mit Erlaubnis seiner Eltern die Heimatstadt und reiste auf dem Dampfer „Westphalia“ von Hamburg aus nach New York. Am 11. September 1872 traf Ludwig Nissen in der neuen Heimat ein. Persönliche Zeugnisse, die Aufschluss geben könnten über die Gründe seiner Auswanderung, deren nähere Umstände sowie über Träume und Ziele fehlen. Allerdings vermitteln Porträtfotos aus dieser Zeit das Bild eines selbstbewussten, jungen Mannes, der sich trotz seiner kleinstädtischen Herkunft durchaus in New York zurechtzufinden vermochte. Sicherlich war ihm zumindest anfänglich sein älterer Bruder Fritz (* 1847) hilfreich. Er war bereits im August 1869 auf der „Hamonia“ in New York angelangt. Von den zehn Kindern wanderten insgesamt vier aus, drei verstarben in frühem Alter. Lediglich drei blieben in der Heimat.
Ludwig Nissens Leben gestaltete sich in New York zunächst wechselhaft. Er begann als Stiefelputzer, spülte Geschirr, arbeitete als Kellner und Kassierer, später auch als Schlachter und Gastwirt. Seine Geschäfte brachen zusammen, mehrfach betrogen ihn seine Partner.

### Gründung der FirmaSchilling & Nissen(1881)
Im Mai 1881 eröffnete Nissen schließlich zusammen mit dem Diamantensetzer Fred Schilling aus Hamburg die Juwelenhandlung „Schilling & Nissen“. Das Unternehmen war zwar noch mit Schulden belastet, nahm aber einen schnellen Aufschwung. Am 27. Dezember 1882 heiratete er die gebürtige New Yorkerin Katharine Quick (1862–1930). Ihre Mutter stammte aus der Schweiz, der Vater aus Darmstadt. Das Paar blieb kinderlos. 1908 ließen sie sich in Brooklyn vom norwegischen Einwanderer Arne Dehli eine Villa bauen, die sie mit vielen kostbaren Kunstgegenständen und Erinnerungsstücken ausstatteten. Das repräsentative, dreistöckige Gebäude enthielt im Erdgeschoss Stallungen für Pferde, Kraftfahrzeug-Garagen und eine Bowlingbahn.
Geschäftlich gelangen Ludwig Nissen in dieser Zeit grundlegende Erfolge. Ludwig Nissen verlegte sein Geschäft in die vornehmste Straße New Yorks, die Fifth Avenue. Er engagierte sich in der Vereinigung der Juwelierhändler New Yorks und avancierte 1891 zu ihrem Schatzmeister, wurde Vizepräsident und 1895 schließlich ihr Präsident. Andere Ehrenämter brachten ihm weiteres Ansehen. Im Jahre 1897 wurde Ludwig Nissen Kommissar der Stadt Brooklyn für die Atlanta-Ausstellung, 1901 für die Pan-Amerikanische Ausstellung in Buffalo, 1898 wurde er zum Präsidenten der „Manufacturers Association von New York“ gewählt und 1900 zum Schatzmeister der New Yorker Staatskommission für die Weltausstellung in Paris.
Mehr als 30 Jahre bezeugte er aktives Interesse an den öffentlichen und ökonomischen Angelegenheiten. Die amerikanischen Präsidenten Roosevelt, Taft und Coolidge suchten das Gespräch mit ihm. Er war durch und durch Amerikaner geworden, der seiner neuen Heimat diente. Dennoch stand er für Deutschland ein, wandte sich beispielsweise gegen die Vorwürfe, dass die kaiserliche Regierung Deutschlands schuld sei am Ausbruch des Ersten Weltkrieges.

## Die Stiftung des Ludwig-Nissen-Hauses in Husum

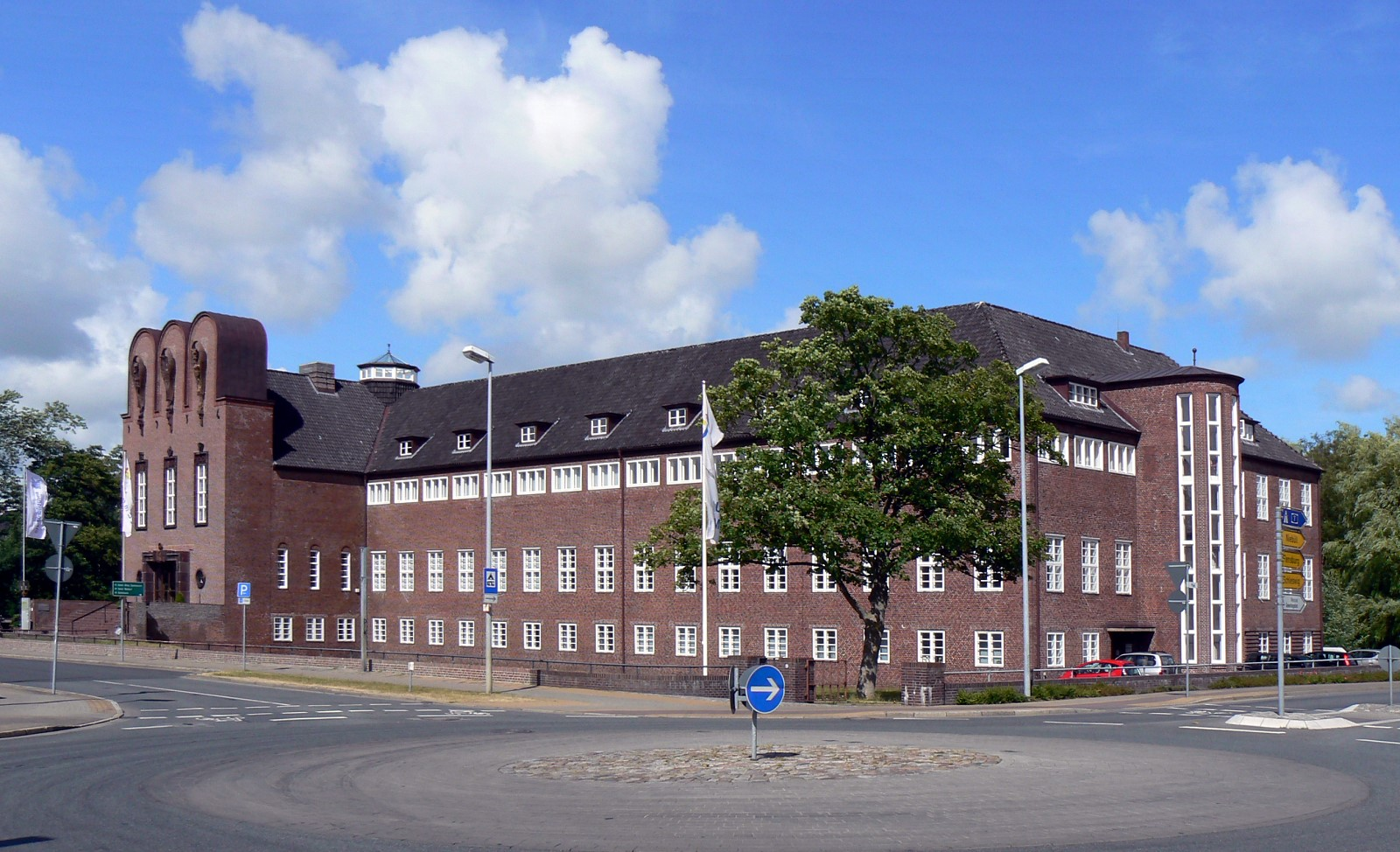
Nissen-Haus

1915 äußerte Nissen in seinem ersten Testament, seiner Geburtsstadt ein umfassendes kulturelles Erbe zu schaffen. Im selben Text brachte er auch sein Selbstverständnis als europäischer Einwanderer zum Ausdruck: „Mein Hausstand ist ein historisches Dokument für mein Leben und das meiner Zeitgenossen“. Die kulturelle Stätte wollte er dem Gedächtnis seiner Eltern widmen. Rund fünfzig Jahre nach seiner Auswanderung besuchte Ludwig Nissen im Jahre 1920 zum ersten Mal wieder Husum. Bei dieser Gelegenheit involvierte er den Landrat des Kreises Husum, Heinrich Clasen, in seine Pläne.
Das geplante Haus sollte den Charakter eines Volkshauses, eines Museums und einer Kunstgalerie haben. Dazu sollten weitere Räume kommen, in denen sich die Bevölkerung zu wohltätigen, wissenschaftlichen, literarischen oder erzieherischen Zwecken treffen konnte. 1921 verkündete der Deutsch-Amerikaner im Husumer Schützenhof seine Pläne öffentlich. Die Pläne wurden in seinem Testament vom 12. Juni 1922 festgehalten und in der Stiftungsurkunde ab dem 29. Februar 1928 rechtskräftig. Ludwig Nissen wählte für sein Vermächtnis die Form einer selbstständigen Stiftung. Sie sollte Unabhängigkeit garantieren gegenüber sich wandelnden politischen und wirtschaftlichen Strömungen.
Am 26. Oktober 1924 starb Ludwig Nissen in Brooklyn. Er setzte die Stadt Husum als Erbin seines Vermögens von 2,5 Millionen Mark ein und bestimmte in seinem Testament, dass sein Vermächtnis in erster Linie dem Bau des Ludwig-Nissen-Hauses und damit verbundenen kulturellen Zwecken dienen sollte. Schon vor seinem Tod hatte Ludwig Nissen für dieses Volkshaus eine große Zahl wertvoller Museumsstücke gestiftet, die vorher in den Büroräumen des Husumer Schlosses untergebracht waren.

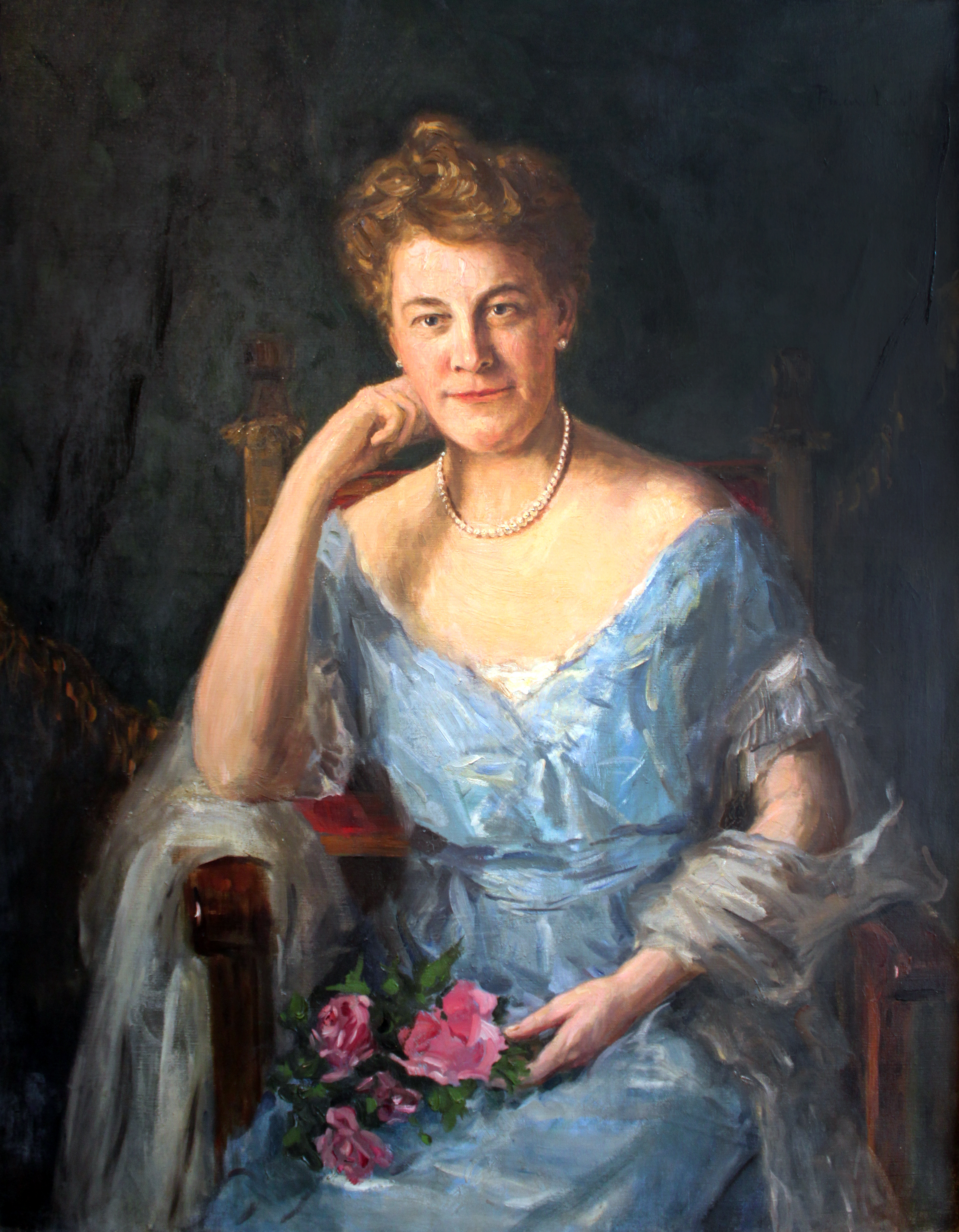
Kathie Quick-Nissen († 1930)

Am 29. Dezember 1930 erlag Ludwig Nissens Witwe Kathie einem Schlaganfall. Aus ihrem Nachlass vermachte sie der Stadt Husum einen Betrag von 170.000 Dollar, so dass sich die gesamte Erbschaft der Stadt vom Ehepaar Nissen aus New York auf reichlich drei Millionen Mark belief. Damit ließen sich die testamentarisch verfügten Pläne in Husum verwirklichen.
Die Grundsteinlegung des nach Plänen von Georg Rieve (1888–1966) bis 1939 ausgeführten Ludwig-Nissen-Hauses erfolgte am 2. November 1933. Unter der Kuppel der Rotunde ist die Asche des Stifters bewahrt.

## In der Sammlung Ludwig Nissen vertretene Künstler
- Andreas Achenbach
- Albert Bierstadt
- Georg Henry Bogert
- Rosa Bonheur[2]
- Frederick James Boston
- Joseph H. Boston
- Armin Buchterkirch
- Pietro Calvi
- Cyrus Edwin Dallin
- Frank Russell Green
- Carl Ferdinand Hamann
- Albert Janesch
- Carl Ludwig Jessen
- Albert Johannsen[3]
- Elisabeth Vilma Lwoff-Parlaghy
- Julius Olsson[4]
- Frederic Sackrider Remington
- Detlef Sammann
- Christian Sell der Ältere[5]
- Max Silbert
- Gabriel Eduard Thurner
- Beatrix Charlotte Vernon